# Box na Letních olympijských hrách 1936
Box na Letních olympijských hrách 1936 v Německu.

## Medailisté

### Muži
| Kategorie                    | Zlato                             | Stříbro                                    | Bronz                                       |
| ---------------------------- | --------------------------------- | ------------------------------------------ | ------------------------------------------- |
| Muší váha (– 51 kg)          | Willy Kaiser · Německo (GER)      | Gavino Matta · Itálie (ITA)                | Louis Laurie · Spojené státy americké (USA) |
| Bantamová váha (– 54 kg)     | Ulderico Sergo · Itálie (ITA)     | Jack Wilson · Spojené státy americké (USA) | Fidel Ortiz · Mexiko (MEX)                  |
| Pérová váha (– 58 kg)        | Oscar Casanovas · Argentina (ARG) | Charles Catterall · Jihoafrická unie (RSA) | Josef Miner · Německo (GER)                 |
| Lehká váha (– 62 kg)         | Imre Harangi · Maďarsko (HUN)     | Nikolai Stepulov · Estonsko (EST)          | Erik Ågren · Švédsko (SWE)                  |
| Lehká střední váha (– 67 kg) | Sten Suvio · Finsko (FIN)         | Michael Murach · Německo (GER)             | Gerhard Pedersen · Dánsko (DEN)             |
| Střední váha (– 73 kg)       | Jean Despeaux · Francie (FRA)     | Henry Tiller · Norsko (NOR)                | Raúl Villarreal · Argentina (ARG)           |
| Polotěžká váha (– 80 kg)     | Roger Michelot · Francie (FRA)    | Richard Vogt · Německo (GER)               | Francisco Risiglione · Argentina (ARG)      |
| Těžká váha (+ 80 kg)         | Herbert Runge · Německo (GER)     | Guillermo Lovell · Argentina (ARG)         | Erling Nilsen · Norsko (NOR)                |

## Přehled medailí podle zemí
| Pořadí | Země                         | Zlato | Stříbro | Bronz | Celkově |
| ------ | ---------------------------- | ----- | ------- | ----- | ------- |
| 1.     | Německo (GER)                | 2     | 2       | 1     | 5       |
| 2.     | Francie (FRA)                | 2     | 0       | 0     | 2       |
| 3.     | Argentina (ARG)              | 1     | 1       | 2     | 4       |
| 4.     | Itálie (ITA)                 | 1     | 1       | 0     | 2       |
| 5.     | Maďarsko (HUN)               | 1     | 0       | 0     | 1       |
| 5.     | Finsko (FIN)                 | 1     | 0       | 0     | 1       |
| 7.     | Spojené státy americké (USA) | 0     | 1       | 1     | 2       |
| 7.     | Norsko (NOR)                 | 0     | 1       | 1     | 2       |
| 9.     | Estonsko (EST)               | 0     | 1       | 0     | 1       |
| 9.     | Jihoafrická unie (RSA)       | 0     | 1       | 0     | 1       |
| 11.    | Dánsko (DEN)                 | 0     | 0       | 1     | 1       |
| 11.    | Švédsko (SWE)                | 0     | 0       | 1     | 1       |
| 11.    | Mexiko (MEX)                 | 0     | 0       | 1     | 1       |